# Calcutta (pel·lícula)
Calcutta és una pel·lícula estatunidenca dirigida per John Farrow i estrenada el 1947.

## Argument
Neale Gordon, Pedro Blake i Bill Cunningham tenen un avió que fa vols comercials entre Chungking i Calcuta. Un dia, Bill és trobat assassinat. Els seus dos amics decideixen portar la investigació, i, Neale coneix la promesa de Bill, Virginia Moore, de qui s'enamora. Però ben aviat, els pilots descobreixen que el seu aparell serveix de mitjà de transport pel tràfic de diamants, i que la mateixa Virginia és còmplice dels contrabandistes...

## Repartiment
- Alan Ladd: Neale Gordon
- Gail Russell: Virginia Moore
- William Bendix: Pedro Blake
- June Duprez: Marina Tanev
- Lowell Gilmore: Eric Lasser
- Edith King: Mrs Smith
- Paul Singh: Mul Raj Malik
- Gavin Muir: Inspector Kendricks
- John Whitney: Bill Cunningham
- Benson Fong: el jove xinès
- Jimmy Aubrey: Mac

## Rebuda

### Crítica
Quan la pel·lícula es va estrenar, el crític cinematogràfic del  The New York Times  Thomas M. Pryor, feia una ressenya oposada a la pel·lícula, escrivint "Un actor pot fer molt pel seu personatge, però depèn d'un guionista per donar-li diàlegs i situacions que mantinguin l'interès de l'espectador. A Calcutta, Alan Ladd té una actuació competent, però la història de Seton I. Miller és un trist desordre."
Recentment, la crítica cinematogràfica Dennis Schwartz feia una ressenya positiva de la pel·lícula, escrivint: la Calcutta  de John Farrow és un film d'aventures rodat totalment en els estudis de la Paramount. Seton Miller fa el guió cinematogràfic. És un bunyol que entreté, encara que és un treball menor ...Ladd fa una actuació d'heroi d'acció glacial, com algú que es delecta amb el seu desdeny a les dones com companys de poca confiança. Pels moviments políticament incorrectes de Ladd, accepta les característiques del negre protagonista de la pel·lícula.

### Anàlisi com a film negre
L'estudiós estatunidenc i professor de cinema, Bob Porfirio parlava del tractament de les dones trobades en una pel·lícula negre i en novel·les ... quan Ladd estira un penjoll del seu coll o la bufeteja, el fa aparèixer encara més insensible a les dones. La seva interacció manté unida aquesta pel·lícula i demostra la pressió misogínica d'aquesta ficció; és com una pressió implícita en part de la societat americana.